# Acianthera langeana
Acianthera langeana é uma espécie de orquídea epífita, família Orchidaceae, do Paraná, Brasil, Desde 2010 esta planta  encontra-se classificada na secção Cryptophoranthae de Acianthera, mas antes era conhecida como Cryptophoranthus langeanus. Os Cryptophoranthus são as espécies brasileiras de Acianthera com caules curtos e flores juntas ao substrato. Suas flores têm as extremidades das sépalas coladas formando uma pequena janela. Trata-se da espécie deste grupo que tem flores maiores e mais abertas e espaçadas.

## Publicação e sinônimos
- Acianthera langeana (Kraenzl.) Pridgeon & M.W.Chase, Lindleyana 16: 244 (2001).

Sinônimos homotípicos:
- Pleurothallis langeana Kraenzl., Kongl. Svenska Vetensk. Acad. Handl., n.s., 46(10): 49 (1911).
- Cryptophoranthus langeanus (Kraenzl.) Garay, Arch. Jard. Bot. Rio de Janeiro 12: 169 (1953).

Sinônimos heterotípicos:
- Cryptophoranthus dusenii Schltr., Notizbl. Bot. Gart. Berlin-Dahlem 8: 118 (1922).